# Pseudopeplia grande
Pseudopeplia grande är en fjärilsart som beskrevs av Frederick DuCane Godman 1903. Pseudopeplia grande ingår i släktet Pseudopeplia och familjen Riodinidae. Inga underarter finns listade.